# Чоети
Чоети (груз. ჭოეთი; до 2011 г. — Лениновка(груз. ლენინოვკა, ნიკოლაევკა)) — село в Грузии. Находится в Дедоплисцкаройском муниципалитете края Кахетия. Расположено на юго-восточных склонах Гомборского хребта, на высоте 810 м над уровнем моря. Расстояние до Дедоплис-Цкаро — 7 км. По результатам переписи 2014 года в селе проживало 124 человек, из них цыгане — 41,9 %, азербайджанцы — 26,6 %, грузины 16,9 %, русские — 13,7 %. Чоети относится к Хорнабуджской и Эретской епархии Грузинской православной церкви.